# Great Yeldham
Pour l’article homonyme, voir Little Yeldham.
Great Yeldham est un village et une paroisse civile de l'Essex, en Angleterre.

## Personnalité
- Augustine Courtauld (1904-1959), explorateur, y est mort.